# Thomas Gerlach (Journalist)
Thomas Gerlach (* 1964 in Burg) ist ein deutscher Journalist, Redakteur der Tageszeitung taz sowie Autor mehrerer Bücher.

## Leben und Wirken
Der junge Gerlach arbeitete in einer Landwirtschaftlichen Produktionsgenossenschaft als Agrotechniker bzw. Mechanisator und später als Filmvorführer im kirchlichen Umfeld (sogenannter „Filmmissionar“). Ab 1987 oder 1988 studierte er evangelische Theologie am Theologischen Seminar in Leipzig und nach der Wende an der Ruhr-Universität Bochum. Sein Theologie-Studium schloss er mit dem Diplom ab. Die Ausbildung setzte er anschließend an der Evangelischen Journalistenschule in Berlin fort.
Bereits während des Studiums hatte ihn 1992/1993 ein Studienaufenthalt an die Belarussische Staatliche Universität in Minsk gebracht, von wo ihn mehrere Reisen durch verschiedene GUS-Staaten führten.
Ab 1999 arbeitete er zehn Jahre lang mit den Schwerpunkten auf DDR-Geschichte, das heutige Ostdeutschland, das deutsch-polnische Grenzgebiet und auch ganz Osteuropa sowie Kirchenangelegenheiten als Reporter für die Frankfurter Allgemeine Zeitung und ihre Sonntagsausgabe, für Die Welt nebst Sonntagsausgabe und auch die tageszeitung. Recherchereisen als Autor führten ihn mehrfach nach Russland, Weißrussland, Ukraine sowie nach Rumänien und Moldawien. 
Seit 2003 arbeitete Gerlach auch an der zweimal jährlich erscheinenden Zeitschrift des Forschungsverbunds SED-Staat der FU Berlin mit. Aufgrund seiner Reisen durch Osteuropa veröffentlichte er seit 2005 im Trescher Verlag mehrere Reiseführer.
Gerlach lebt mit seiner Frau und zwei Kindern in Berlin und ist seit 2009 Redakteur der taz: erst im „Schwerpunkt-Ressort der taz, das für die wichtigsten Themen des Tages verantwortlich zeichnet“ und seit 2012 im Ressort Reportage & Recherche.

## Auszeichnungen
Gerlach erhielt im Jahr 2005 den Medienpreis Mecklenburg-Vorpommern in der Sparte Print für die taz-Reportage Der Freischütz von Peetsch.

## Werke

### Schriften und Beiträge
- Stefan Doernberg: Fronteinsatz. Erinnerungen. Zeitschrift des Forschungsverbundes SED-Staat, 16 (2004), ISSN 0948-9878.
- Editorial: Zeitschrift des Forschungsverbundes SED-Staat, 24 (2008), ISSN 0948-9878.
- Koautor in: Als der Regen kam. Ein Foto-Lesebuch zur Flut in Sachsen. Sandstein Verlag, 2002. ISBN 978-3930382798.[7]

### Reiseführer
- Thomas Gerlach, Gert Schmidt: Ukraine: Zwischen den Karpaten und dem Schwarzen Meer. Trescher Verlag, Berlin 2009. ISBN 978-3897941526.
- Thomas Gerlach, Gert Schmidt: Ukraine: Mit Lemberg, Kiev, Odessa und Krim: Zwischen den Karpaten und dem Schwarzen Meer. Trescher Verlag, Berlin 2011. ISBN 978-3897941922.
- Thomas Gerlach, Corinna Grulich, Sabine Fach, Bernd Schwenkros: Flusskreuzfahrten auf dem Dnepr: Unterwegs zwischen Kiev und der Krim. Trescher Verlag, Berlin 2009. ISBN 978-3897941465.
- Thomas Gerlach; Gert Schmidt: Krim. Trescher Verlag, Berlin 2012. ISBN 978-3897942196.

### Erfahrungsberichte
- Thomas Gerlach: Mein Sohn Nikita: Er liebt alles, was sich dreht. In: Die Tageszeitung. 16. Mai 2020 (Erfahrungsbericht – Vorbericht aus dem Jahr 2009).